# مايكروسوفت تيمز
يُعد مايكروسوفت تيمز نظامًا أساسيًا موحدًا للاتصال والتعاون يجمع بين الدردشة المستمرة في مكان العمل واجتماعات الفيديو وتخزين الملفات (بما في ذلك التعاون في الملفات) وتكامل التطبيقات. تتكامل الخدمة مع مجموعة إنتاجية مكتب اشتراك مايكروسوفت 365، وتتميز بامتدادات يمكن أن تتكامل مع المنتجات غير التابعة لشركة مايكروسوفت. تعد مايكروسوفت تيمز منافسًا لخدمة سلاك، وهي مسار التطور والترقية من مايكروسوفت سكايب للأعمال.
أعلنت مايكروسوفت عن إصدار مايكروسوفت تيمز في حدث في نيويورك، وأطلقت الخدمة في جميع أنحاء العالم في 14 مارس 2017. وتم إنشاؤها خلال هاكاثون داخلي في الشركة، ويقودها حاليًا برين ماكدولاند، نائب رئيس الشركة في مايكروسوفت.

## المميزات

### تيمز
تسمح خدمة تيمز بالانضمام من خلال عنوان URL أو دعوة محددة مرسلة من قبل مسؤول الفريق أو المالك. تسمح خدمة تيمز للتعليم للمشرفين والمدرسين بإعداد فرق محددة للصفوف، ومجتمعات التعلم المهنية، وأعضاء هيئة التدريس.

### القنوات
داخل الفريق، يمكن للأعضاء إنشاء القنوات. القنوات هي مواضيع محادثة تسمح لأعضاء الفريق بالتواصل دون استخدام البريد الإلكتروني أو الرسائل النصية الجماعية الجماعية. يمكن للمستخدمين الرد على المنشورات مع النص وكذلك الصور وملفات GIF والميمات المخصّصة.
تسمح الرسائل المباشرة للمستخدمين بإرسال رسائل خاصة إلى مستخدم معين بدلاً من مجموعة من الأشخاص.

### الاتصال
- رسالة فورية.
- الصوت عبر بروتوكول الانترنت.
- مؤتمرات الفيديو.

### الاجتماعات
يمكن جدولة الاجتماعات أو إنشاؤها بشكل مخصص وسيتمكن المستخدمون الذين يزورون القناة من رؤية أن الاجتماع قيد التقدم حاليًا. لدى تيمز أيضًا مكون إضافي لبرنامج Microsoft Outlook لدعوة الآخرين لحضور اجتماع تيمز.

### التعليم
يسمح تيمز للمعلمين بتوزيع واجبات الطلاب وتقييم ملاحظاتهم وتسليمهم عبر تيمز باستخدام علامة التبويب «التعيينات» المتوفرة لمشتركي Office 365 Education. يُمكن أيضًا تخصيص الاختبارات للطلاب من خلال التكامل مع نماذج أوفيس.

### البروتوكولات
يعتمد تيمز على عدد من البروتوكولات الخاصة بـ Microsoft. يتم تحقيق مؤتمرات الفيديو عبر بروتوكول MNP24، المعروف من إصدار Skype. لم يعد البروتوكول MS-SIP من Skype for Business يستخدم لتوصيل عملاء تيمز. يحتاج عملاء الصوت عبر الإنترنت ومؤتمرات الفيديو استنادًا إلى SIP وH.323 إلى بوابات خاصة للاتصال بخوادم تيمز. بمساعدة مؤسسة الربط التفاعلي (ICE) ، يمكن للعملاء الذين يقفون وراء أجهزة توجيه ترجمة عنوان الشبكة وجدران الحماية المقيدة الاتصال أيضًا ، إذا لم يكن من الممكن الاتصال من نظير إلى نظير.

## وصلات خارجية
- الموقع الرسمي